# CDカラオラ
クルブ・デポルティーボ・カラオラ（Club Deportivo Calahorra）は、スペイン・ラ・リオハ州カラオラに本拠地を置くサッカークラブ。現在はセグンダ・フェデラシオンに所属している。

## 歴史
スペイン内戦終結後の1946年、当時のカラオラ市市長がラ・リオハ州内で2番目の規模を誇るスタジアムであるラ・プラニージャを建設したことでこのクラブが誕生した。1988-89シーズンには新設されたセグンダ・ディビシオンBに初めて昇格するもわずか2シーズンで降格。1998-99シーズンから2003-04シーズンの間にもセグンダBに在籍していた。2018-19シーズンに再度セグンダBに昇格を果たした。

## タイトル

### 国際タイトル
- なし

### 国内タイトル
- テルセーラ・ディビシオン : 9回 (1987-88, 1991-92, 1994-95, 1995-96, 1997-98, 2004-05, 2015-16, 2016-17, 2017-18)

## 歴代所属選手
- カルロス・クエジャル 2000-2001